# Exostoma vinciguerrae
Exostoma vinciguerrae är en fiskart som beskrevs av Regan, 1905. Exostoma vinciguerrae ingår i släktet Exostoma och familjen Sisoridae. IUCN kategoriserar arten globalt som otillräckligt studerad. Inga underarter finns listade i Catalogue of Life.